# Inmigración española en Australia
La inmigración española en Australia comenzó en la década de 1880 y se mantiene hasta la actualidad. Los españoles lograron llegar navegando hasta el país lejano hacia el sur del planeta bajo políticas de repoblamiento en este país así también por movimientos armados suscitados en España.

## Características

Porcentaje de personas de ascendencia española en Sídney y alrededores según el censo 2011.

En 2017 había aproximadamente 120.000 australianos de ascendencia española, la mayoría de los cuales residen en las principales ciudades de Sídney y Melbourne, y en menor número en Brisbane y Perth. De estos, según el censo de 2006 en Australia, 12.276 nacieron en España. El Instituto Nacional de Estadística de España reporta 17.679 inmigrantes españoles en Australia hacia 2013, de los cuales 8.959 eran hombres y 8.720, mujeres. En 2012 se reportó 16.977 inmigrantes, representando una variación de 4,14% entre 2012 y 2013.
La Crisis económica española de 2008-2014 ha motivado que algunos españoles se  mudasen a Australia con empleo o en búsqueda de él, pese a tener o no conocimiento del idioma inglés. Byron Bay en Nueva Gales del Sur se convirtió recientemente en un destino favorito para los españoles, por el estilo de vida local y porque la escuela de la localidad recibe estudiantes internacionales.
En 2014, tras 14 años de negociaciones, el gobierno australiano informó la creación del visado «Working Holiday» para españoles de entre 18 y 31 años, que les permitirá permanecer en Australia, trabajar legalmente durante un año y viajar. Estará disponible a principios de 2015. En un principio se expedirán 500 visados. La embajada australiana en España estima que unos 5000 jóvenes españoles trabajan temporalmente en Australia.
El visado especial surgió porque la mayoría de los de jóvenes españoles emigrados presentan problemas para acceder al mercado laboral australiano, mientras que los inmigrantes de otros países no presentan  esas dificultades. Los requisitos para el visado son: conocimiento del idioma inglés, tener dinero ahorrado y dos años de carrera. Hasta el momento del nuevo visado, los españoles utilizaban el visado de estudiante, que les permitía trabajar veinte horas a la semana y los obligaba a estudiar otras veinte. Según la empresa Go Study Australia, que asesora y ayuda a jóvenes españoles, el número de estudiantes ha aumentado notablemente en el 2014.